# Hydriomena
Hydriomena is een geslacht van vlinders van de familie spanners (Geometridae), uit de onderfamilie Larentiinae.

## Soorten
- H. albifasciata Packard, 1874
- H. albimonata McDunnough, 1939
- H. albipulverata Dognin, 1913
- H. aldricaria Schaus, 1922
- H. algosa Dognin, 1893
- H. alterata Warren, 1907
- H. arizonata Barnes & McDunnough, 1917
- H. aztecaria Schaus, 1922
- H. barnesata Swett, 1909
- H. biplagiata Dognin, 1911
- H. bistriolata Zeller, 1872
- H. bonitusa Schaus, 1922
- H. borussata Barnes & McDunnough, 1918
- H. bryanti McDunnough, 1943
- H. bryodes Bastelberger, 1909
- H. buenoi Beutelspacher, 1984
- H. cachiria Schaus, 1913
- H. californiata Packard, 1871
- H. caralpa Schaus, 1901
- H. catalinata McDunnough, 1943
- H. cedda Schaus, 1922
- H. ciniana Schaus, 1922
- H. clarki Wright, 1920
- H. cochiseata Swett, 1909
- H. confusa Schaus, 1912
- H. cormasa Druce, 1897
- H. costipunctata Barnes & McDunnough, 1912
- H. crokeri Swett, 1910
- H. cromna Druce, 1893
- H. cruziata Dognin, 1901
- H. cumza Druce, 1893
- H. cydippe Schaus, 1912
- H. cydra Druce, 1893
- H. cynosura Druce, 1893
- H. cyra Druce, 1893
- H. cyriades Druce, 1893
- H. cyriadoides McDunnough, 1954
- H. charlestonia McDunnough, 1954
- H. chiricahuata Swett, 1909
- H. dada Druce, 1893
- H. damo Druce, 1893
- H. delfini Beutelspacher, 1984
- H. divisaria Walker, 1861
- H. edenata Swett, 1909
- H. ethelae Beutelspacher, 1984
- H. excelsa Schaus, 1912
- H. exculpata Barnes & McDunnough, 1917
- H. expurgata Barnes & McDunnough, 1918
- H. fassli Dognin, 1909
- H. feminata McDunnough, 1944
- H. fractisignata Dognin, 1913
- H. furcata

Variabele spanner (Thunberg, 1784)
- H. furculoides Barnes & McDunnough, 1917
- H. furinae Schaus, 1912
- H. furtivata McDunnough, 1939
- H. glaucata Packard, 1874
- H. gosala Schaus, 1912
- H. gracillima McDunnough, 1944
- H. grandimacula Warren, 1907
- H. grettaria Dyar, 1913
- H. henshawi Swett, 1912
- H. impluviata

Groenbandspanner Denis & Schiffermüller, 1775
- H. irata Swett, 1910
- H. itaria Schaus, 1922
- H. johnstoni McDunnough, 1954
- H. leucosigna Dyar, 1915
- H. lineata Warren, 1908
- H. lucifuga Schaus, 1912
- H. macdunnoughi Swett, 1918
- H. macuta Dognin, 1899
- H. magnificata Taylor, 1906
- H. mainaria Schaus, 1922
- H. manzanita Taylor, 1906
- H. marinata Barnes & McDunnough, 1917

- H. midaria Schaus, 1922
- H. mississippiensis McDunnough, 1952
- H. modestata Barnes & McDunnough, 1917
- H. morelosia Schaus, 1922
- H. morosata Barnes & McDunnough, 1917
- H. multangulata Dognin, 1909
- H. muscata Barnes & McDunnough, 1917
- H. muscona Schaus, 1901
- H. musga Schaus, 1901
- H. nevadae Barnes & McDunnough, 1917
- H. nipteroides Dognin, 1913
- H. nivocellata Bastelberger, 1911
- H. nubilofasciata Packard, 1871
- H. oasis Dyar, 1915
- H. obliquilinea Barnes & McDunnough, 1917
- H. parcinotata Warren, 1907
- H. peratica Rindge, 1956
- H. perfracta Swett, 1910
- H. picturata Schaus, 1912
- H. pluviata Guenée, 1857
- H. polyphonta Druce, 1893
- H. polyxena Druce, 1893
- H. pomponia Druce, 1893
- H. popoa Schaus, 1922
- H. potosiata Dyar, 1917
- H. praelatata Warren, 1900
- H. praemundata Warren, 1900
- H. prisca Schaus, 1922
- H. proba Druce, 1893
- H. promulgata Püngeler, 1909
- H. pronax Druce, 1893
- H. purpurissa Warren, 1907
- H. quinquefasciata Packard, 1871
- H. ranuncula Dognin, 1893
- H. regulata Pearsall, 1909
- H. renunciata Walker, 1862
- H. rita McDunnough, 1954
- H. roseofusa Dognin, 1911
- H. roseostriata Warren, 1907
- H. roseoviridis Warren, 1904
- H. ruberata (Freyer, 1831)
- H. sanfilensis (Stauder, 1915)
- H. septemberata McDunnough, 1952
- H. serrilinearia Dognin, 1913
- H. shasta Barnes & McDunnough, 1917
- H. sierrae Barnes & McDunnough, 1917
- H. simeon Schaus, 1922
- H. similaris Hulst, 1896
- H. speciosata Packard, 1874
- H. sperryi McDunnough, 1952
- H. stylites Schaus, 1922
- H. subgrisea Schaus, 1922
- H. sylvaria Schaus, 1922
- H. tamaria Oberthür, 1893
- H. tectoria Schaus, 1912
- H. tesellata Dyar, 1915
- H. transfigurata Swett, 1912
- H. tuolumne Barnes & McDunnough, 1917
- H. ulfrida Schaus, 1922
- H. vernata Schaus, 1912
- H. vidua Bryk, 1942
- H. vulcinaria Schaus, 1922